# Narvik
För andra betydelser, se Narvik (olika betydelser).
Narvik (nordsamiska: Áhkanjárga) är en tätort och stad som utgör centralort i Narviks kommun i Nordland fylke i norra Norge.

## Historia

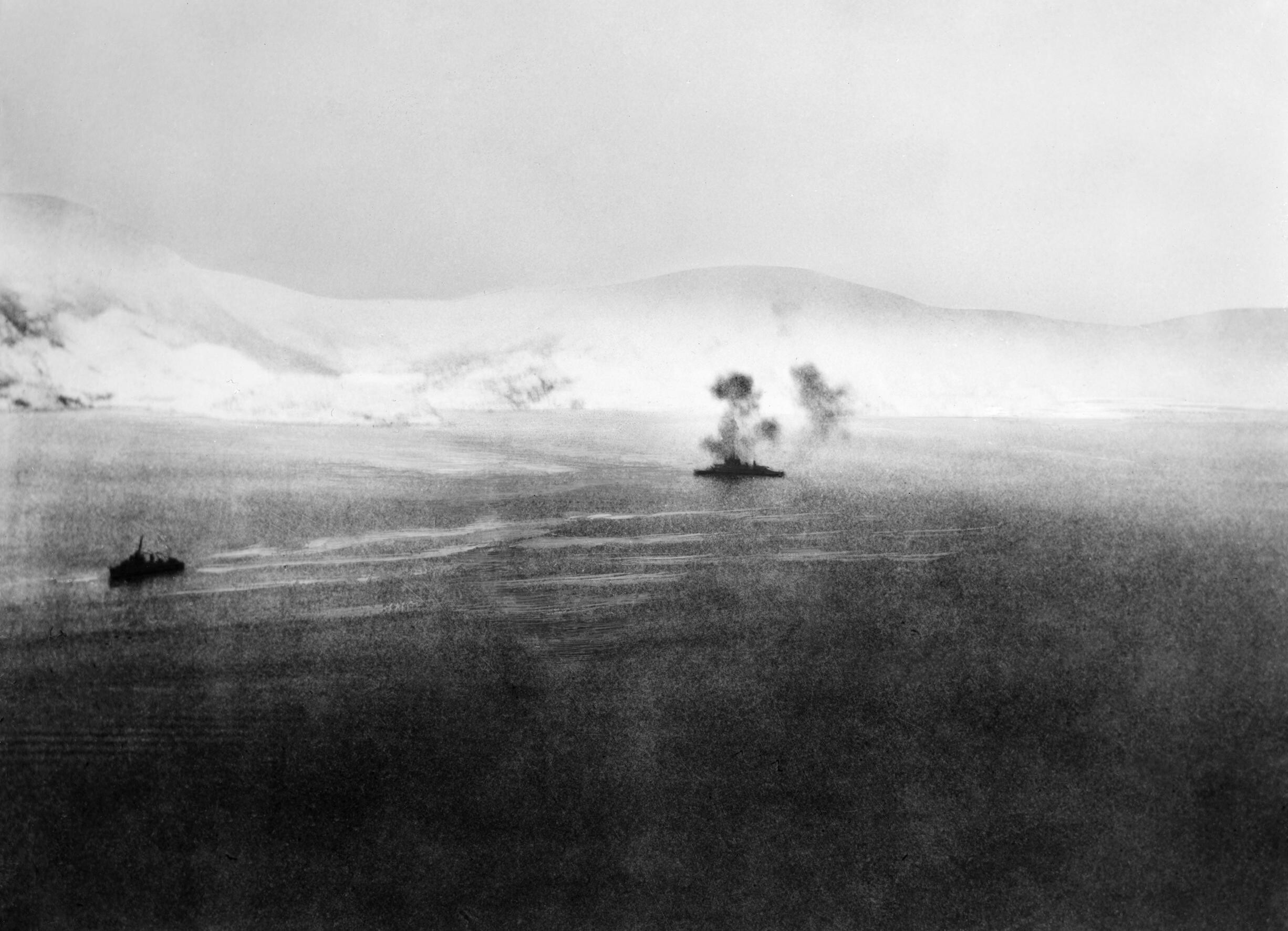
Det brittiska krigsskeppet HMS Warspite under slaget om Narvik.

Det finns omkring 4000 år gamla hällristningar i området. Dagens moderna Narvik har till stora delar växt fram kring järnmalmsexporten. I Narvik finns bland annat en kyrka från 1925 och ett fredskapell från 1957 byggt på platsen för ett kapell som förstördes under andra världskriget.

### Narvik under andra världskriget
Efter att andra världskriget hade brutit ut blev kontrollen över Narvik viktig och staden var ett av målen för den tyska invasionen av Norge den 9 april 1940. Vid invasionen sänktes de norska pansarskeppen Norge och Eidsvold. Dagen efter sattes allierade styrkor in mot tyskarna och staden intogs den 28 maj 1940 av de allierade. Tyskarna återtog kontrollen över staden den 8 juni efter Norges kapitulation.

## Näringsliv

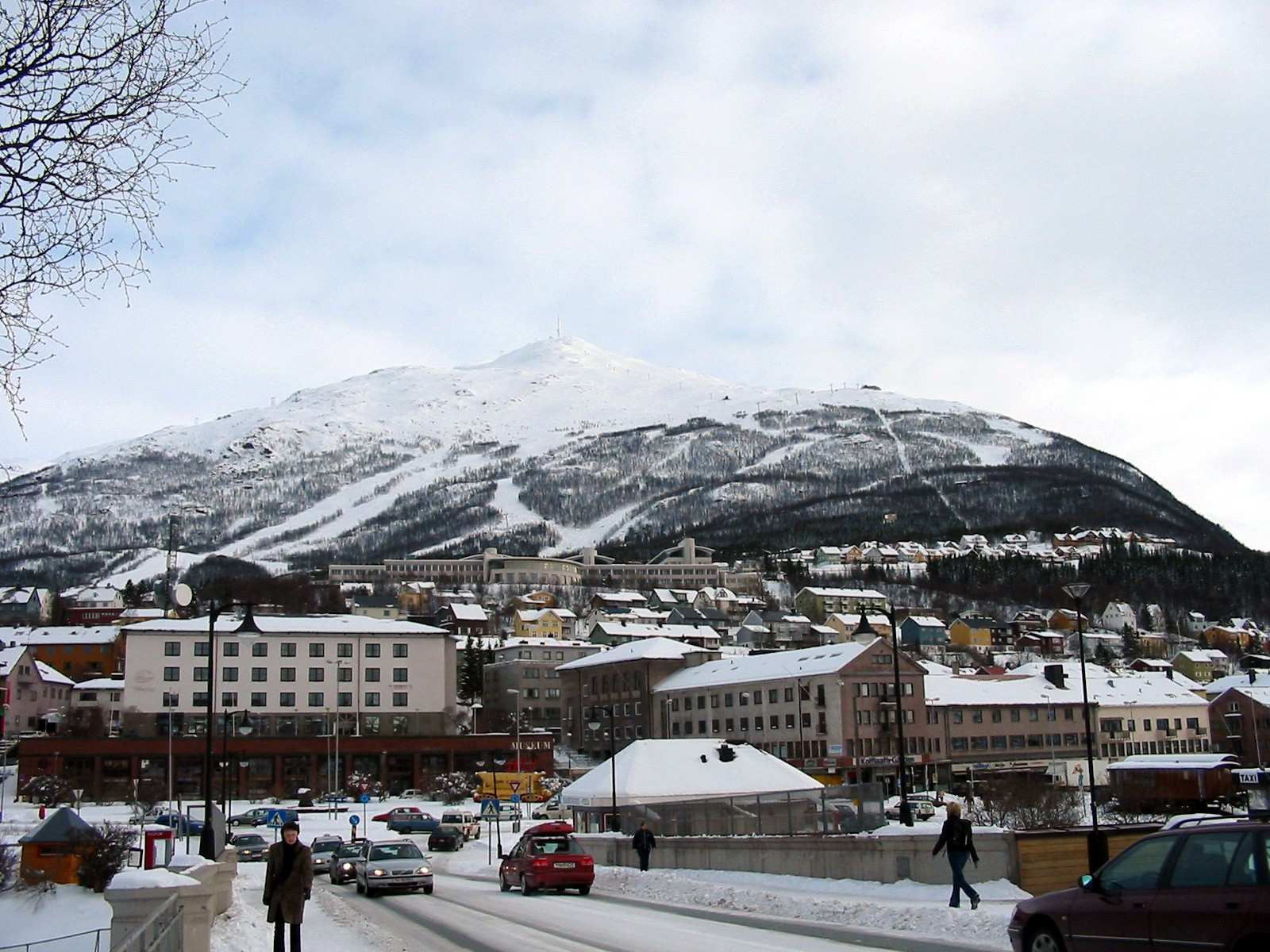
Centrala Narvik 2005.

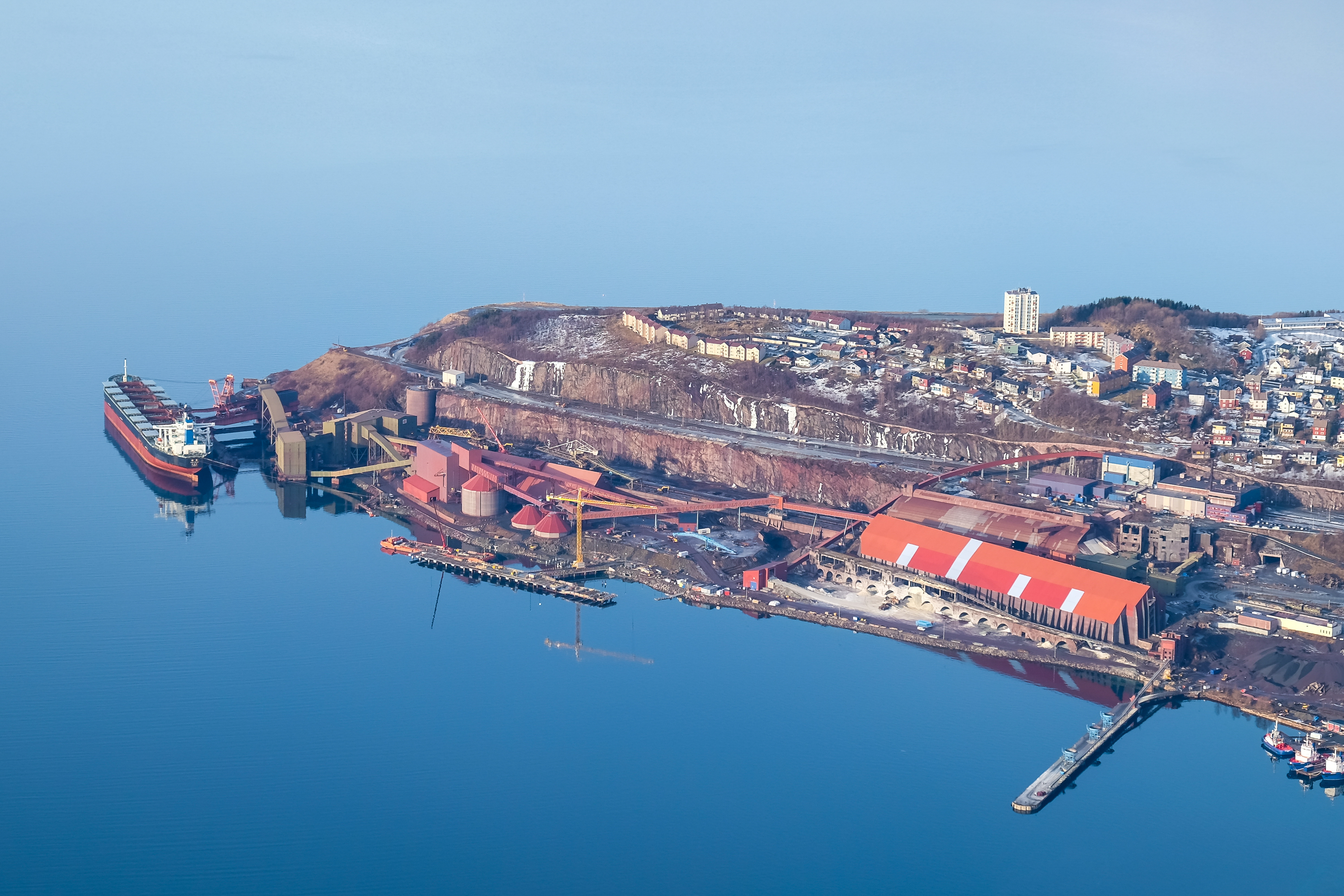
Ett skepp lastas med järnmalm i Narviks hamn.

Narvik växte upp omkring hamnen som användes och fortfarande används för utskeppning av järnmalm från gruvorna i Kiruna.
När Ofotbanan började byggas 1883 hade det engelsk-svenska bolaget sina upplag här och 1887 fick hamnen namnet Viktoriahamn efter dåvarande kronprinessan. 1889 lade bolaget ned sin verksamhet, men 1898 beslutade norska staten att fortsätta bygget av Ofotenbanan som statsbana, och 1902 blev Narvik stad.
Malmexporten från Narvik startade 1903. Utskeppning och relaterade verksamheter var länge huvudnäringen för staden. Under senare år har volymerna ökat och man ser över möjligheterna till ett dubbelspår för att kunna motsvara den ökade exporten av järnmalm från de svenska gruvorna.  En ny stadsdel, Trekanten, är under utveckling på det gamla industriområdet.
Kommunen har successivt utvecklat ett mer mångsidigt näringsliv, och satsar på att utveckla Narviks position som ett teknik- och kommunikationscentrum för norra Norge. Narvik är också ett handelscentrum för Ofoten.

## Kommunikationer
Narvik har genom Ofotbanan förbindelse med det svenska järnvägsnätet och staden utgör den nordligaste stationen på Europas kontinentala järnvägsnät. Idag bedriver SJ persontrafik från Narvik, bestående av ett nattåg till Stockholm dagligen och ett dagtåg till Luleå dagligen. Det går inga lokala tåg inom Norge, förutom viss turisttrafik som körs av Arctic Train. Godstrafiken domineras av LKABs malmtrafik från Kiruna till hamnen i Narvik. Övrig godstrafik består främst av containertåg mellan Narvik och Oslo.
Staden ligger vid Europaväg 6 och 10 som fortsätter över gränsen till Sverige.
Norr om kommungränsen ligger Harstad-Narviks flygplats, Evenes.

## Utbildning
I Narvik finns en enhet tillhörande Universitetet i Tromsø som bland annat utbildar civilingenjörer.